# Die Laune des Verliebten
Die Laune des Verliebten ist ein Schäferspiel in Versen von Johann Wolfgang Goethe aus den Jahren 1767–1768. Am 20. Mai 1779 wurde es in Ettersburg mit Goethe in der Rolle des Eridon und Musik von Karl Siegmund von Seckendorff vor der Weimarer Hofgesellschaft uraufgeführt. 1806 lag der Erstdruck vor.

## Inhalt
Die Laune des verliebten Eridon heißt Eifersucht. Egle und Amine, zwei junge Mädchen, gestehen, sie lieben Schäfer. Egle liebt Lamon, Amine den launischen Eridon, der den Tanz flieht und die Geliebte „bei keinem Feste leidet“. Amine beklagt ihre Liebesbeziehung:
„Hätt ich nicht so viel Macht ihm über mich gegeben,
Er würde glücklicher und ich zufriedner leben“.
Für das nahe Tanzfest flicht sich Amine gerade einen Blumenkranz. Egle geht ihr dabei zur Hand. Sie weiß, wie es um die Liebe zwischen Amine und Eridon bestellt ist:
„Man kann sehr ruhig sein und doch sehr zärtlich lieben“.
Das sind keine leeren Worte, so stellt sich gleich heraus. Passend zu der letzten Behauptung kommt ihr Schäfer Lamon und bringt Material für den Kranz – ein Band. Das Paar führt der unglücklichen Amine vor, wie eine intakte Partnerschaft funktionieren kann. Lamon gesteht seiner Egle nebenher, er habe soeben eine andere geküsst. Egle bleibt sehr ruhig:
„Komm, gib mir doch den Kuss von deiner Chloris wieder“.
Lamon tut es. Die Zuschauerin Amine kann Egles Verhalten nicht gutheißen – Eridon dürfte kein fremdes Mädchen küssen. Auch Lamon durchschaut, genau wie seine Egle, die Beziehung des anderen Schäferpaares:
„Ich merk' es wohl, ihr plagt euch um die Wette“.
Auf dem Höhepunkt der Eifersüchteleien nimmt Amine die Kränze aus den Haaren und... wirft sie weg. Egle bringt die Beziehung ins Lot, indem sie Eridon auf ihre Art ernüchtert. Zuvor versichert sie sich des Einverständnisses von Amine. Als Egle mit Eridon allein ist, fasst sie ihn bei der Hand, stellt sich immer zärtlicher und lehnt sich auf seine Schulter. Die Verstellung wirkt sofort: Er nimmt ihre Hand und küsst sie. Eridon ist überführt; er ist auch nicht fehlerfrei und seine Eifersucht war unangebracht. Es kommt zum letzten Auftritt mit Amine. Egle eröffnet ihr die unerhörte Begebenheit. Das Happyend – Amine überwindet sich:
„Komm mit zum Fest!“
Eridon, der keine Tanzveranstaltungen mag, kann nicht anders und gibt klein bei:
„Ich muss.
Ein Kuß belehrte mich“.

## Aufführung
Deetjen (22) zitiert einen Brief der Göchhausen vom 21. Mai 1779 an Goethes Mutter: Gestern hat uns der Hr. Geh. Leg. Rath ein Schäferspiel, Die Launen der Verliebten, hier aufgeführt, das er in seinem 18ten Jahr sagte gemacht zu haben und nur wenig Veränderungen dazu gethan. Es bestant nur aus 4 Personen, welche der Doctor, Einsiedel, die Frl. v. Woelwarth und Mlle. Schroeder vorstellten. Es ist von einem Act, mit einigen Arien, welche der Kammerherr Seckendorff componirt hat. Es wurde recht sehr gut gespielt, und wir waren den ganzen Tag fröhlich und guter Dinge.
Deetjen (178) zitiert dazu aus Robert Keil: Frau Rath. Leipzig 1871, S. 140ff.: „Die Laune des Verliebten“ entstand 1767. Die Uraufführung fand am 20. Mai 1779 statt. Goethe gab den Eridon, Einsiedel den Lamon, Corona Schröter die Egle, während die Amine von Marianne von Wöllwarth, einer Hofdame der Herzogin Luise, gegeben wurde.

## Selbstzeugnisse
„Ernstere, unschuldige, aber schmerzliche Jugendempfindungen drängen sich auf, werden betrachtet und ausgesprochen... Von Arbeiten ersterer Art ist Die Laune des Verliebten“

„Ich stellte mir ihre [Ännchens] Lage, die meinige und dagegen den zufriedenen Zustand eines anderen Paares aus unserer Gesellschaft so oft und so umständlich vor, daß ich endlich nicht lassen konnte, diese Situation, zu einer quälenden und belehrenden Buße, dramatisch zu behandeln. Daraus entsprang die älteste meiner überbliebenen dramatischen Arbeiten, das kleine Stück ‚Die Laune des Verliebten‘, an dessen unschuldigem Wesen man zugleich den Drang einer siedenden Leidenschaft gewahr wird.“